# 마이클 비치
마이클 비치(Michael Beach, 1963년 10월 30일 ~ )는 미국의 배우이다.

## 출연 작품

### 영화
- 고독한 스승 (1989)
- 유혹은 밤 그림자처럼 (1990)
- 광란의 오후 (1992)
- 숏 컷 (1993)
- 사랑을 기다리며 (1995)
- 쏘울 푸드 (1997)
- 아쿠아맨 (2018) - 제시 케인 역
- 딥 블루 씨 2 (2018, Deep Blue Sea 2)
- Gosnell: The Trial of America's Biggest Serial Killer (2018)
- 림 오브 더 월드 (2019)
- FBI 데스트랩 (2021)
- 쏘우 X (2023)

### 텔레비전
- ER (1995-97)
- 서드 워치 (1999-2005)
- 썬즈 오브 아나키 (2010-14)
- 메이어 오브 킹스타운 (2021-24)